# Polydrusus impressifrons
Polydrusus impressifrons (лат.) — вид долгоносиков-скосарей из подсемейства Entiminae.

## Описание
Жук длиной 3,4—5,5 мм. Надкрылья в явственно торчащих тёмных щетинках. На верхней части тела чешуйки зелёного или жёлто-зелёного цвета, без явственного металлического блеска. Бёдра без зубцов. Лоб слегка вдавлен. 

## Экология
Жук питается на лиственных породах и вредит плодовым и розам.